# روندز
longitudeروندزlatitudeروندز
روندز (به انگلیسی: Raunds) یک منطقهٔ مسکونی در انگلستان است که در میدلند شرقی واقع شده‌است.

## خصوصیات
روندز ۸٬۶۴۱ نفر جمعیت دارد.